# 327421 Yanamandra
327421 Yanamandra è un asteroide della fascia principale. Scoperto nel 2005, presenta un'orbita caratterizzata da un semiasse maggiore pari a 2,7226273 au e da un'eccentricità di 0,0167450, inclinata di 5,52373° rispetto all'eclittica.